# Alpina tenuifasciata
Alpina tenuifasciata là một loài bướm đêm trong họ Geometridae.